# Casablancaklasse
De Casablancaklasse was een klasse van escortevliegdekschepen van de Amerikaanse marine, waarvan er 50 gebouwd zijn tussen april 1943 en juni 1944. Van geen enkele andere vliegdekschipklasse zijn ooit meer schepen gebouwd. De klasse is genoemd naar het eerste schip, de USS Casablanca waarvan op 3 november 1942 de kiel gelegd werd. De schepen waren oorspronkelijk bedoeld om konvooien te begeleiden op de Noord-Atlantische Oceaan, maar in de Tweede Wereldoorlog werden ze in alle oorlogstheaters ingezet.

## Ontwikkeling
De Amerikaanse marine had dringend nieuwe vliegdekschepen nodig na het verlies van vier vliegdekschepen in 1942 en om de trans-Atlantische konvooien te beschermen tegen Duitse U-boten. De Amerikaanse grootindustrieel Henry J. Kaiser beloofde aan president Franklin D. Roosevelt dat hij op zijn scheepswerf binnen het jaar 50 vliegdekschepen zou bouwen, gebruik makend van de massaproductietechniek die voor de Liberty-schepen was ontwikkeld. De kiel van het eerste exemplaar, de USS Casablanca, werd gelegd op 3 november 1942. Amper vijf maanden later werd het te water gelaten en op 8 juli 1943 in dienst genomen. De bouwtijd van de schepen werd nog verkort van vijf naar twee maanden, en exact een jaar later, op 8 juli 1944, nam de U.S. Navy het laatste van de 50 vliegdekschepen in dienst.

## Beschrijving
De vliegdekschepen hadden een totale lengte van 156,2 meter. Het vliegdek lag 12,5 meter boven de waterlijn en de totale hoogte tot de mast was 34,5 meter. De diepgang was 6,9 meter.
Een schip kon tot 28 vliegtuigen vervoeren. Er waren twee vliegtuigliften tussen het dek en de vliegtuighangar eronder. De vliegtuigen werden gestart met behulp van een katapult die door perslucht werd aangedreven. Meestal vervoerden de schepen Grumman F4F Wildcat jachtvliegtuigen en Grumman TBF Avenger torpedobommenwerpers voor de strijd tegen onderzeeërs. Soms hadden ze ook Douglas SBD Dauntless duikbommenwerpers aan boord.
De schepen werden aangedreven door vier ouderwetse zuigerstoommachines, die per twee een propeller aandreven. De totale drijfkracht was 9.000 pK. De schepen haalden een bescheiden topsnelheid van 19 knopen.
De vliegdekschepen hadden slechts een lichte bewapening. Er was een 127 mm-kanon aan de achtersteven, naast zestien 40 mm-kanonnen in paren en twintig 20 mm-Oerlikon-kanonnen.

## Gebruik
Hoewel ze oorspronkelijk bedoeld waren als escorteschepen voor konvooien in de Atlantische Oceaan, werden vele schepen gebruikt in de oorlog in de Stille Oceaan. Een van de belangrijkste acties waar ze optraden was de Slag bij Samar in oktober 1944, waar de Amerikaanse marine erin slaagde de numeriek sterkere Japanse marine terug te dringen. Tijdens deze slag werd de Gambier Bay door Japans artillerievuur tot zinken gebracht werd, terwijl de St. Lo door een kamikaze-aanval vernield werd.
Drie andere schepen uit de Casablancaklasse gingen in de Tweede Wereldoorlog verloren door vijandelijke acties: de Liscombe Bay werd door een Japanse duikboot getorpedeerd op 24 november 1943; de Ommaney Bay en de Bismarck Sea werden respectievelijk op 4 januari en 21 februari 1945 door kamikaze-aanvallen getroffen.
De relatief kleine, trage en weinig bewapende vliegdekschepen uit de Casablancaklasse werden na de oorlog snel uit actieve dienst teruggetrokken. In de Koreaanse Oorlog werden enkele uit de reserve gereactiveerd en gebruikt als vliegtuigtransportschip. De Thetis Bay werd in 1955 omgebouwd tot helikoptervliegdekschip (met de nieuwe aanduiding CVHA-1) en bleef in dienst tot 1964, vijf jaar langer dan alle andere schepen uit de klasse.

## Schepen

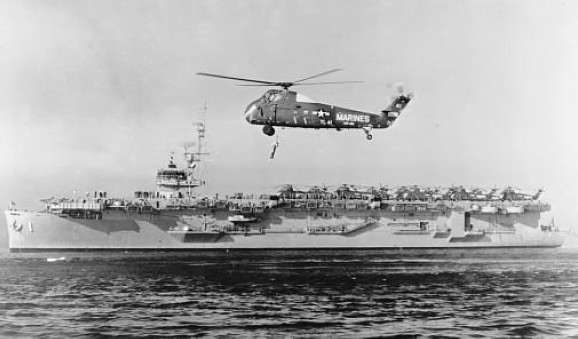
USS Thetis Bay na ombouw tot helikoptervliegdekschip, met een Sikorsky HUS-1 Seahorse op de voorgrond

De schepen in de Casablanca-klasse kregen de aanduiding CVE-55 tot en met CVE-104:
| Volgens nummer - (CVE-55) Casablanca - (CVE-56) Liscome Bay - (CVE-57) Coral Sea - (CVE-58) Corregidor - (CVE-59) Mission Bay - (CVE-60) Guadalcanal - (CVE-61) Manila Bay - (CVE-62) Natoma Bay - (CVE-63) St. Lo - (CVE-64) Tripoli - (CVE-65) Wake Island - (CVE-66) White Plains - (CVE-67) Solomons - (CVE-68) Kalinin Bay - (CVE-69) Kasaan Bay - (CVE-70) Fanshaw Bay - (CVE-71) Kitkun Bay - (CVE-72) Tulagi - (CVE-73) Gambier Bay - (CVE-74) Nehenta Bay - (CVE-75) Hoggatt Bay - (CVE-76) Kadasahan Bay - (CVE-77) Marcus Island - (CVE-78) Savo Island - (CVE-79) Ommaney Bay - (CVE-80) Petrof Bay - (CVE-81) Rudyerd Bay - (CVE-82) Saginaw Bay - (CVE-83) Sargent Bay - (CVE-84) Shamrock Bay - (CVE-85) Shipley Bay - (CVE-86) Sitkoh Bay - (CVE-87) Steamer Bay - (CVE-88) Cape Esperance - (CVE-89) Takanis Bay - (CVE-90) Thetis Bay - (CVE-91) Makassar Strait - (CVE-92) Windham Bay - (CVE-93) Makin Island - (CVE-94) Lunga Point - (CVE-95) Bismarck Sea - (CVE-96) Salamaua - (CVE-97) Hollandia - (CVE-98) Kwajalein - (CVE-99) Admiralty Islands - (CVE-100) Bougainville - (CVE-101) Matanikau - (CVE-102) Attu - (CVE-103) Roi - (CVE-104) Munda | Alfabetisch - Admiralty Islands (CVE-99) - Attu (CVE-102) - Bismarck Sea (CVE-95) - Bougainville (CVE-100) - Cape Esperance (CVE-88) - Casablanca (CVE-55) - Coral Sea (CVE-57) - Corregidor (CVE-58) - Fanshaw Bay (CVE-70) - Gambier Bay (CVE-73) - Guadalcanal (CVE-60) - Hoggatt Bay (CVE-75) - Hollandia (CVE-97) - Kadasahan Bay (CVE-76) - Kalinin Bay (CVE-68) - Kasaan Bay (CVE-69) - Kitkun Bay (CVE-71) - Kwajalein (CVE-98) - Liscome Bay (CVE-56) - Lunga Point (CVE-94) - Makassar Strait (CVE-91) - Makin Island (CVE-93) - Manila Bay (CVE-61) - Marcus Island (CVE-77) - Matanikau (CVE-101) - Mission Bay (CVE-59) - Munda (CVE-104) - Natoma Bay (CVE-62) - Nehenta Bay (CVE-74) - Ommaney Bay (CVE-79) - Petrof Bay (CVE-80) - Roi (CVE-103) - Rudyerd Bay (CVE-81) - Saginaw Bay (CVE-82) - St. Lo (CVE-63) - Salamaua (CVE-96) - Sargent Bay (CVE-83) - Savo Island (CVE-78) - Shamrock Bay (CVE-84) - Shipley Bay (CVE-85) - Sitkoh Bay (CVE-86) - Solomons (CVE-67) - Steamer Bay (CVE-87) - Takanis Bay (CVE-89) - Thetis Bay (CVE-90) - Tripoli (CVE-64) - Tulagi (CVE-72) - Wake Island (CVE-65) - White Plains (CVE-66) - Windham Bay (CVE-92) |